# Andreas Gutsfeld
Andreas Gutsfeld (* Frühjahr 1957 in Münster) ist ein deutscher Althistoriker.
Gutsfeld wurde 1957 als ältestes von sechs Geschwistern in Münster als Sohn des Landesverwaltungsdirektor Dr. jur. Max Gutsfeld (1924–2010) und seiner Frau Luzie (* 1927) geboren. Gutsfeld studierte an den Universitäten Münster, Heidelberg und Bordeaux Alte Geschichte, Latinistik und Sozialwissenschaften. Im Wintersemester 1987/1988 wurde er an der Universität Heidelberg mit einer Dissertation zum Thema Römische Herrschaft und einheimischer Widerstand in Nordafrika. Militärische Auseinandersetzungen Roms mit den Nomaden promoviert. Er war als wissenschaftlicher Mitarbeiter an der Universität Eichstätt und der Humboldt-Universität zu Berlin tätig, wo er sich 1997 mit einer unpubliziert gebliebenen Arbeit über den praefectus praetorio per Orientem habilitierte. 1998 wurde er Hochschuldozent für Alte Geschichte an der Universität Münster. Anschließend war er ab 2004 Professor für Alte Geschichte an der Universität Blaise Pascal Clermont-Ferrand II, heute ist er Professor für Alte Geschichte an der Université de Lorraine.
Gutsfelds Forschungsgebiete sind die römische Kaiserzeit und die Spätantike.